# Hale-dehors

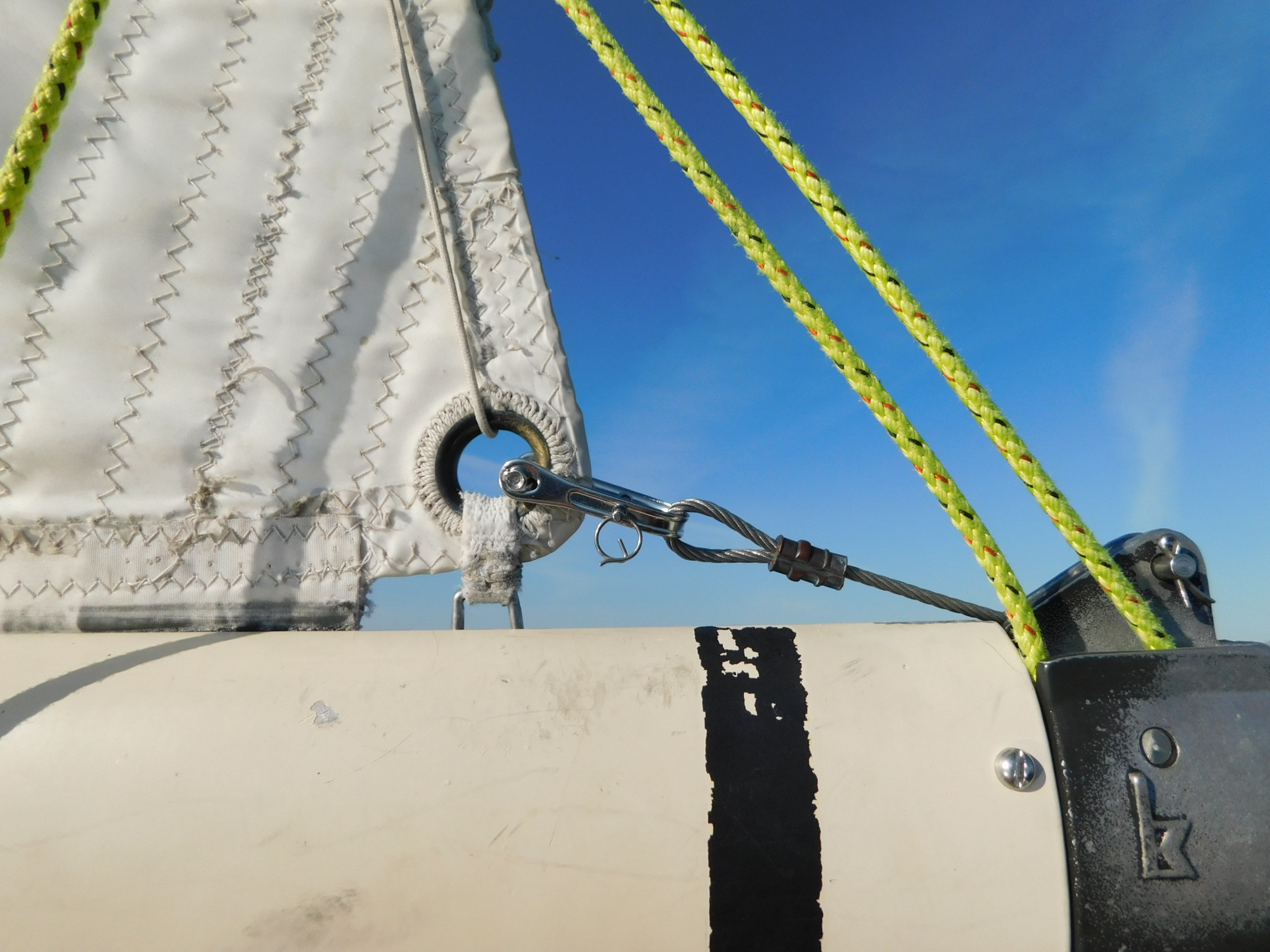
Cordages au point d'écoute

Le hale-dehors est le cordage permettant de tirer sur le point d'écoute de la grand-voile pour régler la tension de sa bordure.